# 888 هـ
888 هـ هي سنة في التقويم الهجري امتدت مقابلةً في التقويم الميلادي بين سنتي 1483 و1484.

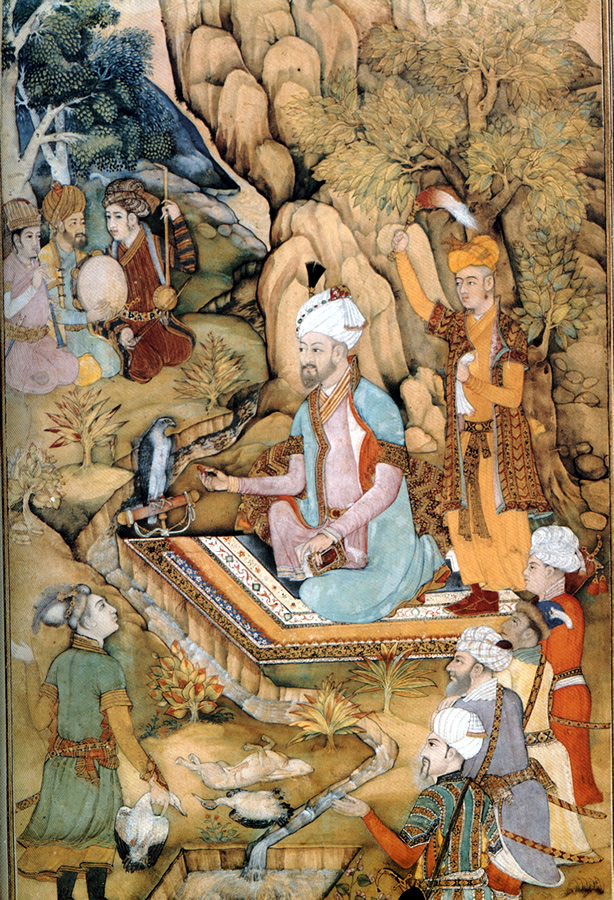
ظهير الدين بابر

## مواليد
- ظهير الدين بابر

## وفيات
- الواثق بالله الثالث